# Yanet Seyoum
Yanet Seyoum Gebremedhin, née le 9 juillet 1994 à Kombolcha, est une nageuse éthiopienne. Elle a notamment participé aux Jeux olympiques d'été de 2012 sur le 50 m nage libre. Lors de ces Jeux olympiques, elle est la porte-drapeau de sa délégation. En outre, elle est la première athlète éthiopienne à concourir sur une épreuve de natation aux Jeux olympiques,. 
Étudiante à l'université d'Addis-Abeba, elle se destine à devenir ingénieure.